# Polla
Polla è un comune italiano di 5 096 abitanti della provincia di Salerno in Campania.

## Geografia fisica
Polla si trova a nord del Vallo di Diano, sulle rive del fiume Tanagro e a ridosso dei monti Alburni. Dista 5 km dalle grotte di Pertosa, il cui percorso si snoda nel sottosuolo dei comuni di Auletta e della stessa Polla, con un probabile sbocco, il cui percorso è coperta da sedimenti, alla cosiddetta "grotta di Polla"; sul versante collinare.
- Classificazione sismica: zona 1 (sismicità alta), Ordinanza PCM. 3274 del 20/03/2003.

## Storia
Polla fu l'epicentro del disastroso terremoto del Vallo di Diano del 1561.
Dal 1811 al 1860 è stato capoluogo dell'omonimo circondario appartenente al Distretto di Sala del Regno delle Due Sicilie.
Dal 1860 al 1927, durante il Regno d'Italia, è stato capoluogo dell'omonimo mandamento appartenente al Circondario di Sala Consilina.
Negli anni della seconda guerra mondiale, tra il 1940 e il 1943, Polla fu uno dei comuni della Campania destinati dalle autorità fasciste ad accogliere profughi ebrei in internamento civile. Gli internati furono liberati con l'arrivo dell'esercito alleato nel settembre 1943.

### Simboli
Lo stemma e il gonfalone sono stati concessi con decreto del presidente della Repubblica del 7 giugno 2011.
(D.P.R. 7 giugno 2011)
Il gonfalone è un drappo di giallo.

## Monumenti e luoghi d'interesse
Elenco dei principali monumenti e luoghi di interesse del comune

### Architetture religiose
- Chiesa di San Nicola dei Latini (1300), nella quale, tra altre opere, è una tela con la Morte di San Giuseppe, opera di Nicola Peccheneda datata 1760[7].
- Santuario di Sant'Antonio
- Chiesa di San Pietro Apostolo
- Cappella di Sant'Antonio Abate
- Chiesa del Cristo Re, moderna, nella quale è conservata una tela con la Pietà di Nicola Peccheneda, commissionata dal medico Carlo Curzio per l'altare di famiglia in San Nicola dei Greci ed eseguita nel 1765, interessante per la presenza del ritratto del committente[7].

### Architetture civili
- Palazzi Manganelli-Barrese-Ripa
- Palazzo Albirosa
- Palazzo Comunale
- Palazzo Galloppo
- Palazzo Palmieri
- Palazzo Parisi
- Palazzo Rubertini
- Taverna del Passo
- Palazzo della Legalità. Sito in Piazza Gerardo Ritorto e così ribattezzato nel 2023 dopo la sua ristrutturazione, edificio moderno, ha un alto valore simbolico per la comunità pollese ed ospita al suo interno gli Uffici del Giudice di Pace ed il Comando di Polizia Locale.

### Architetture militari
- Castello

### Altro
- Lapis Pollae (150 a.C. circa)
- Termine Graccano (131 a.C. circa)
- Mausoleo di Caio Uziano Rufo (I secolo d.C.)
- Ponte romano
- Monumento ai Caduti
- Parco della Rimembranza

## Società

### Evoluzione demografica
Abitanti censiti

### Etnie e minoranze straniere
Al 31 dicembre 2020, a Polla risultavano residenti 319 cittadini stranieri (6,1% della popolazione complessiva). Le nazionalità principali sono:
- Romania: 126
- Ucraina: 51
- Nigeria: 20
- Bulgaria: 18

### Religione
La maggioranza della popolazione è di religione cristiana appartenenti principalmente alla chiesa cattolica; il comune appartiene alla forania di Teggiano-Sala, della diocesi di Teggiano-Policastro, ed ha tre parrocchie.

### Istituzioni, enti e associazioni
- Presidio Ospedaliero "Luigi Curto"
- Unità territoriale distaccata della Croce Rossa Italiana[11]
- Giudice di Pace

## Geografia antropica
Il comune conta un quartiere distaccato (San Pietro) sulla strada statale 19.

## Economia
Motore pulsante del tessuto economico pollese è la sua zona industriale in località Sant'Antuono, al confine con Atena Lucana.
Nella zona industriale trovano ospitalità importanti realtà imprenditoriali e produttive che vanno dalla produzione di profilati di alluminio, finestre ed infissi al settore tessile, in particolare per la produzione e commercializzazione di capi tecnici sportivi, ma anche abiti da sposa e capi alla moda.
Molto fiorenti le attività di logistica: società di trasporti internazionali ma anche una importante piattaforma di distribuzione di generi alimentari. È infatti strategica la posizione della zona industriale di Polla che affacciandosi direttamente sulla Strada Statale 19 ha a disposizione a pochissimi kilometri ben due uscite autostradali, trovandosi inoltre Polla strategicamente centrale tra Campania, Basilicata e Calabria.
Merita tuttavia di essere citata la tenacia sopravvivenza di aziende agricole, in particolare dedite alla pastorizia di bovini, ovini e suini. Piccola ma qualitativamente molto elevata la produzione di carni e formaggi a pasta dura.
Significativa anche la produzione di olio concentrata presso un unico frantoio, sebbene la parcellizzazione delle zone coltivate fa sì che l'olio piuttosto che venir commercializzato venga in maggior parte utilizzato per l'autoconsumo a livello locale della popolazione.

## Infrastrutture e trasporti

### Strade
- Uscita autostradale di Polla sull'A2 del Mediterraneo.
- Strada statale 19 delle Calabrie.
- Strada Regionale 19 ter Innesto ex SS 407 (Bivio per Vietri di Potenza)-Innesto SS 19.
- Strada Regionale 426 Polla-S.Arsenio-S.Pietro-Innesto SS 166(per S.Rufo).
- Strada Provinciale 68 Innesto SS 426-Stazione di Polla.
- Strada Provinciale 125 Petina-Polla.

### Ferrovie
- Stazione di Polla sulla Ferrovia Sicignano degli Alburni-Lagonegro (Servizio sostitutivo con bus).

## Amministrazione

### Sindaci
| Periodo           | Periodo           | Primo cittadino | Partito                        | Carica                    | Note |
| ----------------- | ----------------- | --------------- | ------------------------------ | ------------------------- | ---- |
| 23 aprile 1995    | 12 giugno 2004    | Rocco Giuliano  | centro-sinistra                | Sindaco                   |      |
| 13 giugno 2004    | 2 ottobre 2012    | Massimo Loviso  | lista civica                   | Sindaco                   |      |
| 2 ottobre 2012    | 26 maggio 2013    | Roberto Amantea | -                              | commissario straordinario |      |
| 27 maggio 2013    | 25 giugno 2020    | Rocco Giuliano  | lista civica Pollesi per Polla | Sindaco                   |      |
| 25 giugno 2020    | 20 settembre 2020 | Massimo Loviso  | lista civica Pollesi per Polla | Vicesindaco f.f.          |      |
| 21 settembre 2020 | in carica         | Massimo Loviso  | lista civica Pollesi per Polla | Sindaco                   |      |

### Gemellaggi
- Steinenbronn

### Altre informazioni amministrative
Il comune fa parte della Comunità montana Vallo di Diano.
Le competenze in materia di difesa del suolo sono delegate dalla Campania all'Autorità di bacino interregionale del fiume Sele.

## Sport
U.S. Pollese 1923 - Attualmente iscritta al campionato di 1ª Categoria FIGC
ASD Futsal Insteia Polla - Attualmente iscritta al campionato di serie D - Calcio a 5 FIGC
A.S.D. PODISTICA POLLESE - Iscritta alla FIDAL